# آلبرتو دی روسی
آلبرتو دی روسی (انگلیسی: Alberto De Rossi؛ زادهٔ ۹ سپتامبر ۱۹۵۷) بازیکن فوتبال است.